# 李偉國
李偉國（1963年—）是台灣的資深新聞主播，世界新聞專科學校（今世新大學）三年制編輯採訪科畢業。在蘇逸洪入主台視之前，李曾經和同為台視資深主播的劉麗惠共同搭檔《台視晚間新聞》的播報。曾任《早安您好台視新聞》及《午安您好台視新聞》的製作人。目前為台視公司公共事務室主任，負責台視公關宣傳事務

## 經歷
- 《微電腦時代》月刊主編
- 中國廣播公司新聞部編輯、記者、節目主持人
- 台灣電視公司體育部記者、體育主播、新聞部記者、採訪中心主任、主播、主持人、製作人

## 曾擔任播報節目
| 時間                          | 頻道                  | 節目                  | 備註                                   |
| 民國82年                      | 台灣電視公司          | 《早安您好─台視新聞》 |                                        |
| 時間待查                      | 台灣電視公司          | 《午安您好─台視新聞》 |                                        |
| 時間待查                      | 台灣電視公司          | 《台視新聞世界報導》  |                                        |
|                               | 台灣電視公司          | 《台視晚間新聞》      | 週末主播，與葉淑芬、戴忠仁、劉麗惠輪播 |
| 台灣電視公司                  | 《早安您好─台視新聞》 | 與李傳慧搭檔          |                                        |
| 2004年6月28日－2004年10月22日 | 台灣電視公司          | 《台視晚間新聞》      | 平日主播，與劉麗惠搭檔雙主播           |

| 前任： 石怡潔 2003年1月20日—2004年6月26日 | 《台視晚間新聞》主播 2004年6月28日─2004年10月22日 （和劉麗惠一起雙主播） | 繼任： 蘇逸洪 2004年10月25日—2007年12月21日 |